# Santuario della Madonna d'Aiuto
Il santuario della Madonna d'Aiuto è un santuario cattolico dedicato alla Madonna, situato nel comune di Corno di Rosazzo, in provincia di Udine. Il santuario si trova lungo la strada provinciale proveniente da Cividale del Friuli,  dove un ponte a sghembo  attraversa il torrente Corno, sulla riva sinistra di questo e interrato di qualche metro sotto il livello della strada.

## Le origini del Santaurio
Una piccola chiesa venne edificata nella località prima dell'erezione del ponte, quando l'attraversamento del torrente veniva fatto in corrispondenza di un guado e risultava pericoloso per i pellegrini, per gli agguati dei malintenzionati che vi si nascondevano.
Sulla riva sinistra del torrente sarebbe stata trasportata dalla corrente una piccola statua raffigurante la Madonna e per preservarla i fedeli vi eressero nel 1655 una chiesa dedicata alla Santissima Vergine, venerata con l'attributo di auxilium christianorum ("aiuto dei cristiani").
L'altare marmoreo, eretto nel 1760 è sormontato da una nicchia che ospita la statua della Beata Vergine Maria con Bambino seduta in trono. Il basamento della croce posta sul tetto della chiesa reca la scritta EX VOTO COMUNI CORNU, GRAMOLJANI, NOAX ET ROSACIS.
Alla Madonna d'Aiuto venne attribuita nel 1836 e nel 1916 la preservazione del paese dal colera. In seguito al voto fatto dai cittadini di Corno si celebra ogni anno una festa religiosa per il "voto del perdono della Madonna d'Aiuto", che dura dal 15 agosto all'8 settembre. Il voto è inoltre ricordato sopra il portale centrale: DEIPARAE AUXILIO TUTI A VASTARE IRA 1836.
La non felice posizione del santuario, posto sotto il livello stradale, lo rende soggetto alle piene del fiume, l'ultima delle quali si è avuta nell'ottobre del 1998 con più di 60 cm di acqua. Il santuario è stato frequentemente sottoposto a restauri per la forte umidità assorbita dagli intonaci.

## Leggenda della Madonna d'Aiuto
Il simulacro venerato nel santuario è una Madonna con il Bambino, in legno dipinto e dorato, il cui aspetto attuale si deve all'intagliatore Piccini, che intervenne nel 1989. 
La scultura che la tradizione vuole sia giunta a Corno di Rosazzo trasportata dalle acque in piena del torrente Corno. Secondo un'altra variante tramandata oralmente, la statua sarebbe stata trovata sulla riva del Corno e successivamente portata nella chiesa parrocchiale, ma il giorno successivo fu ritrovata nello stesso punto in cui era arrivata (dove ora sorge il Santuario); perciò la popolazione decise di rispettare la Sua volontà ed eressero un oratorio nel luogo da Lei prescelto.